# Сиббальдиецвет
Сиббальдиецвет (лат. Sibbaldianthe) — род растений семейства Розовые (Rosaceae).
Род назван в честь шотландского естествоиспытателя Роберта Сиббальда.

## Ботаническое описание
Многолетние травы или приземистые полукустарнички с почти до основания отмирающими зимой стеблями. Листья черешчатые, тройчатые или перистые.
Цветки одиночные или собраны в немногоцветковые соцветия. Лепестки жёлтые или бледно-жёлтые.

## Виды
Род включает 7 видов:
- Sibbaldianthe adpressa (Bunge) Juz. typus — Сиббальдиецвет прижатый
- Sibbaldianthe bifurca (L.) Kurtto & T.Erikss. — Сиббальдиецвет вильчатый
- Sibbaldianthe imbricata (Kar. & Kir.) Mosyakin & Shiyan — Сиббальдиецвет черепичатый
- Sibbaldianthe moorcroftii (Wall. ex Lehm.) Mosyakin & Shiyan — Сиббальдиецвет Муркрофта (synonym = Potentilla moorcroftii Wall. ex Lehm.)
- Sibbaldianthe orientalis (Juz. ex Soják) Mosyakin & Shiyan — Сиббальдиецвет восточный (synonym = Potentilla orientalis Juz.)
- Sibbaldianthe semiglabra (Juz. ex Soják) Mosyakin & Shiyan — Сиббальдиецвет полуобнажённый
- Sibbaldianthe sericea Grubov